# 馬竜区
馬竜区（ばりゅう-く）は、中華人民共和国雲南省曲靖市に位置する市轄区。

## 歴史
1276年（至元13年）に馬竜州が設置され、清代に県に改編された。2018年2月に市轄区の馬竜区に改編され、現在に至っている。

## 行政区画
下部に5街道、2鎮、3郷を管轄する。
- 街道
  - 通泉街道、張安屯街道、王家荘街道、旧県街道、鶏頭村街道
- 鎮
  - 馬過河鎮、納章鎮
- 郷
  - 月望郷、大荘郷、馬鳴郷

## 交通

### 鉄道
- 中国鉄路総公司
  - 滬昆線

（昆明方面）- 照福舗駅 - 呉官田駅 - 馬竜駅 -（貴陽方面）

### 道路
- 高速道路
  - 杭瑞高速道路
  - 滬昆高速道路
- 国道
  - G320国道